# Bourée
Bourée è un brano strumentale del 1969 dei Jethro Tull, presente nell'album Stand Up, riarrangiamento di Ian Anderson della Suite per liuto n° 1 BWV 996 di J.S. Bach. Fu pubblicato come singolo nel 1970.
Sicuramente uno dei pezzi più famosi della band, strana cosa se si pensa che è un pezzo strumentale e dominato esclusivamente da due strumenti: il flauto traverso e il basso.
Bourèe è un arrangiamento di una  Bourrée di Johann Sebastian Bach, (uno dei compositori preferiti da Ian Anderson), e si tratta di una danza tratta dalla suite per liuto catalogata BWV 996.

Una curiosità raccontata dallo stesso Ian Anderson durante il concerto registrato sul DVD Living with the Past riporta che egli non abbia mai sentito la versione originale per intero, ma che l'idea di comporre questo pezzo gli sia venuta grazie ad un ragazzo che abitava nel piano di sotto e che non faceva altro che suonare la Bourrée di Bach alla chitarra finché non arrivava ad un punto in cui non riusciva più a continuare e quindi ricominciava daccapo. In effetti il pezzo di Anderson consiste di tre parti: il pezzo classico originale, una parte centrale di improvvisazione e infine una ripresa del tema originale con la sovrapposizione di due flauti.
Una versione natalizia è presente nel Christmas Album dei Jethro Tull, pubblicato nel 2003.